# Vejle byråd nr. 4
|  | Denne artikel er oprettet af botten Steenthbot ud fra en ekstern database. Den kan derfor have sproglige fejl eller mangler. Denne skabelon kan fjernes efter kontrol af indholdet. |

Vejle byråd nr. 4 er en dansk dokumentarisk optagelse fra 1925.

## Handling
1) 6. juli festen i Fredericia 1913 og afsløring af monumentet for søhelten Peter Buhl.

2) Rundskuedagens ringridning i Vejle samt gadebilleder - Biografteatrets egen optagelse ved G. Griffenfeldt Jacobsen.

3) Fra kælkebakken ved Helligkilde. Hvorledes en rutchetur tager sig ud fra kælken.

4) Socialdemokratiets procession, Grundlovsdagen 1925 - Biografteatrets egen optagelse ved G. Griffenfeldt Jacobsen.

5) Vejles byråd på trappen foran rådhuset, 1925

6) Premiereløjtnant Hoech flyver med "Maagen" fra Vejle til Tirsbæk, 15. maj 1914.

7) Kong Christian X aflægger en fransk visit i Vejle.